# Дружба (Адыгея)
Дру́жба (адыг. Зэкъошныгъ) — посёлок в Кошехабльском муниципальном районе Республики Адыгея России. Административный центр Дмитриевского сельского поселения.

## Население
| 2002 | 2010 | 2013 | 2014 | 2015 | 2016 | 2017 |
| ---- | ---- | ---- | ---- | ---- | ---- | ---- |
| 677  | ↗782 | ↘780 | ↘774 | ↗780 | ↘761 | ↘736 |
| 2018 | 2019 | 2020 | 2021 | 2023 | 2024 |      |
| →736 | ↘727 | ↘723 | ↘674 | ↗677 | →677 |      |

По данным Всероссийской переписи населения 2021 года:
| Народ               | Численность, чел. | Доля от всего населения, % |
| ------------------- | ----------------- | -------------------------- |
| русские             | 444               | 65,87 %                    |
| адыги (черкесы)     | 140               | 20,77 %                    |
| татары              | 40                | 5,93 %                     |
| армяне              | 16                | 2,38 %                     |
| другие / не указано | 34                | 5,05 %                     |
| всего               | 674               | 100,0 %                    |

## Улицы
| - Весёлая, - Заводская, - Зелёная, - Колхозная, - Майская, | - Мира, - Новая, - Почтовая, - Промышленная, - Прямая, | - Садовая, - Степная, - Центральная, - Школьная, - Шоссейная. |